# Joseph Demargne
Pour les articles homonymes, voir Demargne.
Joseph Marie Mathieu Demargne (Brignoles, 8 août 1870 - Vence, 22 janvier 1912) est un helléniste et archéologue français.

## Biographie
Après avoir obtenu son agrégation de lettres, il entre en 1897 à l'École française d'Athènes. Il visite alors le Sud de la Crète et y relève les six inscriptions d'Olous. Il fouille aussi à Itanos, Oléros, Kritsa, Viennos et Cnossos et, à Kanêné, recueille une collection de terres cuites archaïques à reliefs ainsi que, des pièces votives dans le grotte de Psychro.
En 1899-1900, il explore la colline de Goulas et identifie Lato. Il mène aussi des nouvelles fouilles à Itanos puis, en 1900, est nommé professeur de littérature latine et française à Aix-en-Provence. Mort subitement en 1912, ses travaux en Crète sont repris par Adolphe Joseph Reinach puis par son fils Pierre Demargne en 1947 qui y consacre sa thèse, La Crète dédalique.
Il est inhumé à Brignoles (Var).

## Travaux
- Terres cuites de Praesos, in Bulletin de correspondance hellénique no 22, 1902, p. 570-583
- Monuments figurés et inscrits de Crète, in Bulletin de correspondance hellénique no 24, 1903, p. 222-246
- Les ruines de Goulas ou l'ancienne ville de Latô en Crète, in Bulletin de correspondance hellénique no 25, 1903, p. 282-307